# ZeroNet

Logotipo.

ZeroNet é um rede descentralizada similar à internet, formada por usuários ligados par-a-par. Sedia-se em Budapeste, Hungria; é construído em Python; e totalmente open source. Sites têm "URLs ZeroNet" específicas, que podem ser acessadas através de um navegador web comum enquanto o script ZeroNet roda ao fundo, funcionando como uma hospedagem local para tais páginas.
ZeroNet não é anônima por padrão, mas os usuários podem ocultar o seu endereço IP usando a funcionalidade embutida Tor. ZeroNet usa criptografia bitcoin e a rede BitTorrent.
O site de torrents Play, localizado na ZeroNet, é um repositório controverso de magnet links, com conteúdo que pode violar direitos de cópia. Há uma comunidade Reddit que oferece suporte para ZeroNet.
Em 2016, não há nenhuma maneira para derrubar uma página ZeroNet que ainda possua seeders, tornando tais páginas imunes a derrubadas por DMCA. Em março de 2016, o tamanho máximo de operação de cada site é 10MB, adequado para blogs, fóruns, e sites torrents pequeninos.